# Santuario di San Rocco (Dovera)
Il santuario di san Rocco è un luogo di culto situato nell'omonima frazione di Dovera.

## Le origini
Il santuario sorse, secondo la tradizione, nel 1524 a seguito di un evento miracoloso che ebbe come protagonista il mugnaio Ambrogio de Bretis (o Beretta) il quale, a seguito di visione in sogno di san Rocco, fu risanato dalla peste.
Il santo avrebbe richiesto l'edificazione di una chiesa promettendo grazie e protezione.
Di fronte allo scetticismo dei compaesani il santo diede un segno-prova infilando sotto la pelle della mano di Ambrogio una corniola.
Questa è la versione ufficiale, ma dai documenti di archivio e secondo gli affreschi, il mugnaio era affetto da priapismo.
Il resto poi della vicenda si colloca nella tradizione, così come l'edificazione della chiesa e il segno della corniola.

## Vicende storiche
Nello stesso anno 1524 il vescovo di Pavia, che a quei tempi aveva giurisdizione anche su queste terre, concedette alla scuola dei Disciplini l'approvazione di uno statuto e all'edificazione della chiesa. Vi fu anche un intervento di papa Clemente VII che conferì al santuario speciali privilegi.
L'edificio era già costruito nel 1545 quando venne affidata a Callisto Piazza la decorazione interna.
Nell'anno 1567 si celebrò a Pavia un processo sull'ambigua amministrazione delle offerte da parte della Confraternita.
Risale all'anno 1752 la costruzione a cavallo della roggia Chignola Vecchia di una sagrestia.
Nel 1868 il governò italiano decretò l'esproprio di tutti i benefici legati al santuario.

## Caratteristiche

### Esterno
Il santuario ha una direzione est-ovest, la facciata è rivolta a occidente.
La facciata a capanna è anticipata da un pronao con colonne tuscaniche che protegge l'unico ingresso, sovrastato da un timpano triangolare e affiancato a destra da un affresco raffigurante san Rocco.
Sopra il portico si apre una finestra con modanatura. Ai lati della facciata sono collocate delle lesene che sorreggono il cornicione della copertura. L'estremità della capanna è impreziosita da pinnacoli.
Il campanile si trova sul retro, totalmente in mattone a vista. La canna presenta delle sottili lesene angolari ed è divisa da cornici aggettanti; la cella campanaria presenta bifore su ogni lato e supporta la cuspide a base circolare circondata da pinnacoli.

### Interno
L'interno è ad aula unica con volta a botte e abside poligonale con volta a ombrello. L'apparato decorativo è composto, in particolar modo, dal ciclo di affreschi datato 1545 e realizzato da Callisto Piazza; il pittore lodigiano realizzò sulle pareti dell'abisde le Storie dell'Apparizione di san Rocco ad Ambrogio de Bretis.
Il pittore realizzò pure i santi Sebastiano e san Rocco (di quest'ultimo santo rimane solo la testa) sui pilastri d'ingresso del presbiterio.
Callisto Piazza dipinse anche la pala d'altare raffigurante la Madonna con san Rocco e san Cassiano.
La volta dell'abside è da ritenersi opera della scuola del Piazza con decorazioni floreali, animali, grottesche e, nelle lunette, i cinque profeti Tobia, Davide, Mosè, Noè ed Elia.
Alle pareti laterali sono poste due cappelle: quella di destra è dedicata san Giovanni Battista e vi sono i due affreschi che raccontano la nascita e la decollazione, presumibilmente realizzati da Francesco Soncino, un aiutante del Piazza. La pala raffigura i santi Rocco e san Giovanni Battista che appaiono ad Ambrogio de Bretis sdraiato sul letto. La cappella di sinistra è dedicata alla Beata Vergine e gli affreschi qui realizzati raccontano la Nascita di Maria e la Fuga in Egitto, attribuiti a Fulvio e Muzio Piazza, i figli di Callisto. La pala raffigura la Madonna col Bambino in Trono tra i santi Giovanni Battista e Francesco.
Due tele settecentesche di pittori lombardi anonimi rappresentano san Giuseppe e sant'Antonio di Padova.